# Worms (sorozat)
A Worms egy körökre osztott stratégiai videójáték-sorozat, amit a Team17 fejleszt. A sorozatban megjelenő első videójáték a Worms volt, ami 1995-ben jelent meg Amigára.

## Játékok
- 1995: Worms[1]
- 1997: Worms 2
- 1999: Worms Armageddon
- 2001: Worms World Party
- 2003: Worms 3D
- 2004: Worms Forts: Under Siege
- 2005: Worms 4: Mayhem
- 2006: Worms: Open Warfare
- 2007: Worms
- 2007: Worms: Open Warfare 2
- 2008: Worms: A Space Oddity
- 2009: Worms 2: Armageddon
- 2010: Worms Reloaded
- 2010: Worms: Battle Islands
- 2011: Worms Ultimate Mayhem
- 2012: Worms Revolution
- 2013: Worms 3
- 2013: Worms Clan Wars
- 2014: Worms Battlegrounds
- 2015: Worms World Party Remastered
- 2015: Worms 4
- 2016: Worms W.M.D